# Ženska softbolska reprezentacija SAD
Ženska softbolska reprezentacija SAD predstavlja državu SAD u športu softbolu.
Krovna organizacija: 

## Nastupi na OI
- OI 1996.: zlatne
- OI 2000.: zlatne
- OI 2004.: zlatne